# Omega Aurigae
Désignations
Omega Aurigae (ω Aurigae / ω Aur) est une étoile binaire de la constellation boréale du Cocher. Elle est visible à l'œil nu avec une magnitude apparente de 4,95. D'après la mesure de sa parallaxe annuelle par le satellite Gaia, le système est distant d'environ ∼ 161 a.l. (∼ 49,4 pc) de la Terre. Il est membre du groupe mouvant de la Colombe, une association d'étoiles qui partagent un mouvement commun à travers l'espace et une origine commune.
La composante primaire, désignée Omega Aurigae A, est une étoile blanche de la séquence principale de type spectral A1 V. Son âge a été estimé à 317 millions d'années et elle est 2,3 fois plus massive que le Soleil. L'étoile tourne rapidement sur elle-même, montrant une vitesse de rotation projetée de 107 km/s. Son rayon est deux fois plus grand que le rayon solaire, elle est 27 fois plus lumineuse que le Soleil et sa température de surface est de 9 230 K.
L'étoile montre un excès d'émission dans l'infrarouge, suggérant la présence d'un disque de débris en orbite. Sa température est estimée à 20 K et il orbite à une distance moyenne de 932,4 ua.
La composante secondaire, Omega Aurigae B, est une étoile de magnitude 8,18 localisée à une distance angulaire de 4,99 secondes d'arc de l'étoile primaire. Le système est une source de rayons X d'une luminosité de 16,57 × 1029 ergs s-1.